# 全米男子クレーコート選手権
全米男子クレーコート選手権（U.S. Men's Clay Court Championships）は、1910年にウェスタンローンテニス協会（現在の全米テニス協会中西支部）により創設されたクレーコートの全米選手権。現在はATPツアー250に指定されている。

## 概要
大会は数年ごとの持ち回り開催だったが、現在はヒューストン郊外のリバーオークス・カントリークラブで開催されている。センターコートは3000席、サブコートは500席収容可能である。

## 歴代優勝者

### シングルス
1969年以後
| 開催地             | 年        | 優勝者                       | 準優勝者                         | 決勝結果            |
| ------------------ | --------- | ---------------------------- | -------------------------------- | ------------------- |
| ヒューストン       | 2025      | ジェンソン・ブルックスビー   | フランシス・ティアフォー         | 6-4, 6-2            |
| ヒューストン       | 2024      | ベン・シェルトン             | フランシス・ティアフォー         | 7-5, 4-6, 6-3       |
| ヒューストン       | 2023      | フランシス・ティアフォー     | トマス・マルティン・エチェベリー | 7-6(7-1), 7-6(8-6)  |
| ヒューストン       | 2022      | ライリー・オペルカ           | ジョン・イスナー                 | 6-3, 7-6(9-7)       |
| ヒューストン       | 2020–2021 | 開催中止                     | 開催中止                         | 開催中止            |
| ヒューストン       | 2019      | クリスチャン・ガリン         | キャスパー・ルード               | 7-6(7-4), 4-6, 6-3  |
| ヒューストン       | 2018      | スティーブ・ジョンソン       | テニーズ・サンドグレン           | 7-6(7-2), 2-6, 6-4  |
| ヒューストン       | 2017      | スティーブ・ジョンソン       | トマス・ベルッシ                 | 6-4, 4-6, 7-6(7-5)  |
| ヒューストン       | 2016      | フアン・モナコ               | ジャック・ソック                 | 3-6, 6-3, 7-5       |
| ヒューストン       | 2015      | ジャック・ソック             | サム・クエリー                   | 7-6(11-9), 7-6(7-2) |
| ヒューストン       | 2014      | フェルナンド・ベルダスコ     | ニコラス・アルマグロ             | 6-3, 7-6(7-4)       |
| ヒューストン       | 2013      | ジョン・イスナー             | ニコラス・アルマグロ             | 6-3, 7-5            |
| ヒューストン       | 2012      | フアン・モナコ               | ジョン・イスナー                 | 6-2, 3-6, 6-3       |
| ヒューストン       | 2011      | ライアン・スウィーティング   | 錦織圭                           | 6-4, 7-6(7-3)       |
| ヒューストン       | 2010      | フアン・イグナシオ・チェラ   | サム・クエリー                   | 5-7, 6-4, 6-3       |
| ヒューストン       | 2009      | レイトン・ヒューイット       | ウェイン・オデスニク             | 6-2, 7-5            |
| ヒューストン       | 2008      | マルセル・グラノリェルス     | ジェームズ・ブレーク             | 6-4, 1-6, 7-5       |
| ヒューストン       | 2007      | イボ・カロビッチ             | マリアノ・サバレタ               | 6-4, 6-1            |
| ヒューストン       | 2006      | マーディ・フィッシュ         | ユルゲン・メルツァー             | 3-6, 6-4, 6-3       |
| ヒューストン       | 2005      | アンディ・ロディック (3)     | セバスチャン・グロジャン         | 6-2, 6-2            |
| ヒューストン       | 2004      | トミー・ハース               | アンディ・ロディック             | 6-3, 6-4            |
| ヒューストン       | 2003      | アンドレ・アガシ (2)         | アンディ・ロディック             | 3-6, 6-3, 6-4       |
| ヒューストン       | 2002      | アンディ・ロディック (2)     | ピート・サンプラス               | 7-6(11-9), 6-3      |
| ヒューストン       | 2001      | アンディ・ロディック (1)     | 李亨澤                           | 7-5, 6-3            |
| オーランド         | 2000      | フェルナンド・ゴンサレス     | ニコラス・マスー                 | 6-2, 6-3            |
| オーランド         | 1999      | マグヌス・ノーマン           | ギリェルモ・カナス               | 6-0, 6-3            |
| オーランド         | 1998      | ジム・クーリエ               | マイケル・チャン                 | 7-5, 3-6, 7-5       |
| オーランド         | 1997      | マイケル・チャン             | グラント・スタフォード           | 4-6, 6-2, 6-1       |
| パインハースト     | 1996      | フェルナンド・メリジェニ     | マッツ・ビランデル               | 6-4, 6-2            |
| パインハースト     | 1995      | トーマス・エンクビスト       | ハビエル・フラナ                 | 6-3, 3-6, 6-3       |
| バーミングハム     | 1994      | ジェイソン・ストルテンバーグ | ガブリエル・マルクス             | 6-3, 6-4            |
| Cシャーロット      | 1993      | オラシオ・デ・ラ・ペーニャ   | ハイメ・イサガ                   | 3-6, 6-3, 6-4       |
| Cシャーロット      | 1992      | マラビーヤ・ワシントン       | クラウディオ・メザドリ           | 6-3, 6-3            |
| Cシャーロット      | 1991      | ハイメ・イサガ               | ジミー・アリアス                 | 6-3, 7-5            |
| カイワーアイランド | 1990      | デビッド・ウィートン         | マーク・カプラン                 | 6-4, 6-4            |
| チャールストン     | 1989      | ジェイ・バーガー             | ローソン・ダンカン               | 6-4, 6-3            |
| チャールストン     | 1988      | アンドレ・アガシ (1)         | ジミー・アリアス                 | 6-2, 6-2            |
| インディアナポリス | 1987      | マッツ・ビランデル           | ケント・カールソン               | 7-5, 6-3            |
| インディアナポリス | 1986      | アンドレス・ゴメス (2)       | ティエリ・テューレーン           | 6-4, 7-6            |
| インディアナポリス | 1985      | イワン・レンドル             | アンドレス・ゴメス               | 6-1, 6-3            |
| インディアナポリス | 1984      | アンドレス・ゴメス (1)       | バラージュ・タロツィ             | 6-0, 7-6            |
| インディアナポリス | 1983      | ジミー・アリアス             | アンドレス・ゴメス               | 6-4, 2-6, 6-4       |
| インディアナポリス | 1982      | ホセ・ヒゲラス               | ジミー・アリアス                 | 7-5, 5-7, 6-3       |
| インディアナポリス | 1981      | ホセ・ルイス・クレルク (2)   | イワン・レンドル                 | 4-6, 6-4, 6-2       |
| インディアナポリス | 1980      | ホセ・ルイス・クレルク (1)   | メル・パーセル                   | 7-5, 6-3            |
| インディアナポリス | 1979      | ジミー・コナーズ (4)         | ギリェルモ・ビラス               | 6-1, 2-6, 6-4       |
| インディアナポリス | 1978      | ジミー・コナーズ (3)         | ホセ・ヒゲラス                   | 7-5, 6-1            |
| インディアナポリス | 1977      | マニュエル・オランテス (3)   | ジミー・コナーズ                 | 6-1, 6-3            |
| インディアナポリス | 1976      | ジミー・コナーズ (2)         | ヴォイチェフ・フィバク           | 6-2, 6-4            |
| インディアナポリス | 1975      | マニュエル・オランテス (2)   | アーサー・アッシュ               | 6-2, 6-2            |
| インディアナポリス | 1974      | ジミー・コナーズ (1)         | ビョルン・ボルグ                 | 5-7, 6-3, 6-4       |
| インディアナポリス | 1973      | マニュエル・オランテス (1)   | ジョルジュ・ゴバン               | 6-4, 6-1, 6-4       |
| インディアナポリス | 1972      | ボブ・ヒューイット           | ジミー・コナーズ                 | 7-6, 6-1, 6-2       |
| インディアナポリス | 1971      | ゼリコ・フラヌロビッチ (2)   | クリフ・リッチー                 | 6-3, 6-4, 0-6, 6-3  |
| インディアナポリス | 1970      | クリフ・リッチー             | スタン・スミス                   | 6-2, 10-8, 3-6, 6-1 |
| インディアナポリス | 1969      | ゼリコ・フラヌロビッチ (1)   | アーサー・アッシュ               | 8-6, 6-3, 6-4       |

### ダブルス
1988年以後
| 開催地             | 年   | 優勝者                                                | 準優勝者                                                    | 決勝結果               |
| ------------------ | ---- | ----------------------------------------------------- | ----------------------------------------------------------- | ---------------------- |
| ヒューストン       | 2020 | 開催中止                                              | 開催中止                                                    | 開催中止               |
| ヒューストン       | 2019 | サンティアゴ・ゴンザレス アイサム＝ウル＝ハク・クレシ | ケン・スクピスキ ニール・スクピスキ (4)                     | 3-6, 6-4, [10-6]       |
| ヒューストン       | 2018 | マックス・ミルヌイ フィリップ・オズワルド             | アンドレ・ベージマン アントニオ・サンチッチ                 | 6-7(2-7), 6-4, [11-9]  |
| ヒューストン       | 2017 | ジュリオ・ペラルタ オラシオ・セバジョス               | ダスティン・ブラウン フランシス・ティアフォー               | 4-6, 7-5, [10-6]       |
| ヒューストン       | 2016 | ボブ・ブライアン マイク・ブライアン                   | ビクトル・エストレージャ・ブルゴス サンティアゴ・ゴンサレス | 4-6, 6-3, [10-8]       |
| ヒューストン       | 2015 | リチャルダス・ベランキス ティムラズ・ガバシュビリ     | トレト・ユーイ スコット・リプスキー                         | 6-4, 6-4               |
| ヒューストン       | 2014 | ボブ・ブライアン (5) マイク・ブライアン (5)           | ダビド・マレーロ フェルナンド・ベルダスコ                   | 4-6, 6-4, [11-9]       |
| ヒューストン       | 2013 | ジェイミー・マリー ジョン・ピアーズ                   | ボブ・ブライアン マイク・ブライアン                         | 1-6, 7-6(7-3), [12-10] |
| ヒューストン       | 2012 | ジェームズ・ブレーク (2) サム・クエリー               | トレト・ユーイ ドミニク・イングロット                       | 7-6(16-14), 6-4        |
| ヒューストン       | 2011 | ボブ・ブライアン (4) マイク・ブライアン (4)           | ジョン・イスナー サム・クエリー                             | 6-7(4-7), 6-2, [10-5]  |
| ヒューストン       | 2010 | ボブ・ブライアン (3) マイク・ブライアン (3)           | ステファン・フース ウェスリー・ムーディ                     | 6-3, 7-5               |
| ヒューストン       | 2009 | ボブ・ブライアン (2) マイク・ブライアン (2)           | ジェシー・レビン ライアン・スウィーティング                 | 6-1, 6-2               |
| ヒューストン       | 2008 | エルネスツ・ガルビス ライナー・シュットラー           | パブロ・クエバス マルセル・グラノリェルス                   | 7-5, 7-6(7-3)          |
| ヒューストン       | 2007 | ボブ・ブライアン (1) マイク・ブライアン (1)           | マーク・ノールズ ダニエル・ネスター                         | 7-6(7-3), 6-4          |
| ヒューストン       | 2006 | ミハエル・コールマン アレクサンダー・ワスケ           | ユリアン・ノール ユルゲン・メルツァー                       | 5-7, 6-4, [10-5]       |
| ヒューストン       | 2005 | マーク・ノールズ (2) ダニエル・ネスター (2)           | マルティン・ガルシア ルイス・オルナ                         | 6-3, 6-4               |
| ヒューストン       | 2004 | ジェームズ・ブレーク (1) マーディ・フィッシュ (2)     | リック・リーチ ブライアン・マクフィー                       | 6-3, 6-4               |
| ヒューストン       | 2003 | マーク・ノールズ (1) ダニエル・ネスター (1)           | ジャン＝マイケル・ギャンビル グレイドン・オリバー           | 6-4, 6-3               |
| ヒューストン       | 2002 | マーディ・フィッシュ (1) アンディ・ロディック         | ジャン＝マイケル・ギャンビル グレイドン・オリバー           | 6-4, 6-4               |
| ヒューストン       | 2001 | マヘシュ・ブパシ リーンダー・パエス (2)               | ケビン・キム ジム・トーマス                                 | 7-6(7-4), 6-2          |
| オーランド         | 2000 | リーンダー・パエス (1) ヤン・シーメリンク             | ジャスティン・ギメルストブ セバスチャン・ラルー             | 6-3, 6-4               |
| オーランド         | 1999 | ジム・クーリエ トッド・ウッドブリッジ (2)             | ボブ・ブライアン マイク・ブライアン                         | 7-6(7-4), 6-4          |
| オーランド         | 1998 | グラント・スタフォード ケビン・ウリエット             | マイケル・テビュット ミカエル・ティルストロム               | 4-6, 6-4, 7-5          |
| オーランド         | 1997 | マーク・マークレイン ヴィンス・スペーディア           | アレックス・オブライエン ジェフ・サルツェンスタイン         | 6-4, 4-6, 6-4          |
| パインハースト     | 1996 | パット・キャッシュ パトリック・ラフター               | ケン・フラック デビッド・ウィートン                         | 6-2, 6-3               |
| パインハースト     | 1995 | トッド・ウッドブリッジ (1) マーク・ウッドフォード     | アレックス・オブライエン サンドン・ストール                 | 6-2, 6-4               |
| バーミングハム     | 1994 | リッチー・レネバーグ クリスト・バン・レンスバーグ     | ブライアン・マクフィー デイビット・ウィット                 | 2-6, 6-3, 6-2          |
| シャーロット       | 1993 | リカルド・バーグ トレバー・クロネマン                 | ハビエル・フラナ レオナルド・ラバージェ                     | 6-1, 6-2               |
| シャーロット       | 1992 | スティーブ・デブライズ デビッド・マクファーソン       | ブレット・ガーネット ジャレッド・パーマー                   | 6-4, 7-6               |
| シャーロット       | 1991 | リック・リーチ ジム・ピュー                           | ブレット・ガーネット Greg Van Emburgh                       | 6-3, 2-6, 6-3          |
| カイワーアイランド | 1990 | スコット・デービス デビッド・ペイト                   | ジム・グラブ レオナルド・ラバージェ                         | 6-2, 6-3               |
| チャールストン     | 1989 | ミカエル・ペルンフォルス Tobias Svantesson            | アグスティン・モレノ ハイメ・イサガ                         | 6-4, 4-6, 7-5          |
| チャールストン     | 1988 | ピーター・アルドリッチ ダニー・ヴィッサー             | ジョルジュ・ロサーノ トッド・ウィッツケン                   | 7-6, 6-3               |